# Élections législatives de 1863 dans la Mayenne
 (mai 2025).
Les élections législatives françaises de 1863 se déroulent les 31 mai et 14 juin 1863. Dans le département de la Mayenne, trois députés sont à élire dans le cadre de trois circonscriptions.

## Élus
|   | Circonscription | Député sortant             |  | Parti               | Député élu ou réélu        |  | Parti               |
| - | --------------- | -------------------------- |  | ------------------- | -------------------------- |  | ------------------- |
| = | Première        | Jules Leclerc d'Osmonville |  | Majorité dynastique | Jules Leclerc d'Osmonville |  | Majorité dynastique |
| = | Seconde         | Thomas Louis Mercier       |  | Majorité dynastique | Thomas Louis Mercier       |  | Majorité dynastique |
| = | Troisième       | Antoine Halligon           |  | Indépendants        | Stéphane de Pierres        |  | Majorité dynastique |

## Résultats

### Laval
| Candidats        | Candidats                    | Étiquette               | Premier tour | Premier tour | Ballotage | Ballotage |  |
| Candidats        | Candidats                    | Étiquette               | Voix         | %            | Voix      | %         |  |
| ---------------- | ---------------------------- | ----------------------- | ------------ | ------------ | --------- | --------- |  |
|                  | Jules Leclerc d'Osmonville * | Majorité dynastique     | 19 470       |              |           |           |  |
|                  | Charles Goyet-Dubignon       | Opposition républicaine | 8 088        |              |           |           |  |
|                  | Bertron                      |                         | 0            |              |           |           |  |
|                  |                              |                         |              |              |           |           |  |
| Inscrits         | Inscrits                     | Inscrits                | 39 460       |              |           |           |  |
| Votants          | Votants                      | Votants                 | 25 855       |              |           |           |  |
| Exprimés         |                              |                         |              |              |           |           |  |
| Blancs et perdus | Blancs et perdus             | Blancs et perdus        | 101          |              |           |           |  |

*sortant

### Mayenne
| Candidats         | Candidats              | Étiquette               | Premier tour | Premier tour | Ballotage | Ballotage |  |
| Candidats         | Candidats              | Étiquette               | Voix         | %            | Voix      | %         |  |
| ----------------- | ---------------------- | ----------------------- | ------------ | ------------ | --------- | --------- |  |
|                   | Thomas Louis Mercier * | Majorité dynastique     | 20 772       |              |           |           |  |
|                   | Alfred Letourneux      |                         | 2 259        |              |           |           |  |
|                   | Charles Goyet-Dubignon | Opposition républicaine | 940          |              |           |           |  |
|                   | Bertron                |                         | 4            |              |           |           |  |
|                   |                        |                         |              |              |           |           |  |
| Inscrits          | Inscrits               | Inscrits                | 35 099       |              |           |           |  |
| Votants           | Votants                | Votants                 | 24 203       |              |           |           |  |
| Exprimés          |                        |                         |              |              |           |           |  |
| Blancs et annulés | Blancs et annulés      | Blancs et annulés       | 318          |              |           |           |  |

*sortant

### Château-Gontier
| Candidats         | Candidats                   | Étiquette           | Premier tour | Premier tour | Ballotage | Ballotage |  |
| Candidats         | Candidats                   | Étiquette           | Voix         | %            | Voix      | %         |  |
| ----------------- | --------------------------- | ------------------- | ------------ | ------------ | --------- | --------- |  |
|                   | Stéphane de Pierres         | Majorité dynastique | 11 464       |              |           |           |  |
|                   | Ernest Guibourd de Luzinais | Conservateur        | 8 041        |              |           |           |  |
|                   | Bertron                     |                     | 2            |              |           |           |  |
|                   |                             |                     |              |              |           |           |  |
| Inscrits          | Inscrits                    | Inscrits            | 26 445       |              |           |           |  |
| Votants           | Votants                     | Votants             | 19 634       |              |           |           |  |
| Exprimés          |                             |                     |              |              |           |           |  |
| Blancs et annulés | Blancs et annulés           | Blancs et annulés   | 127          |              |           |           |  |

*sortant

## Source
- L'Indépendant de l'Ouest, 3 et 5 juin 1863